# Zeppy

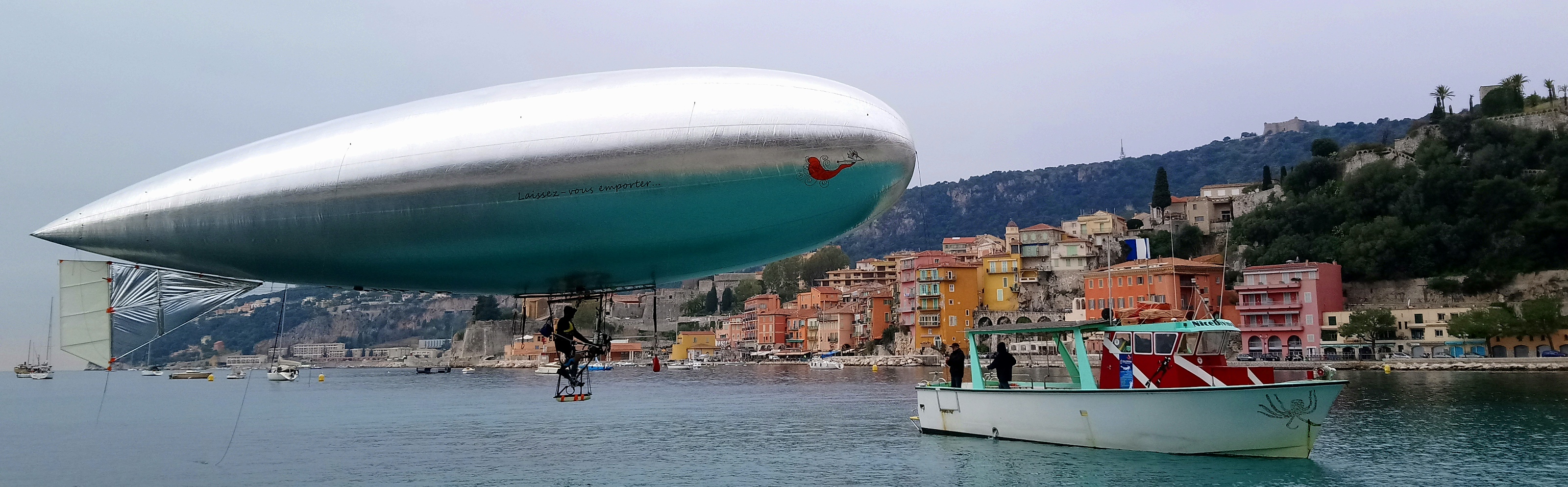
Le Zeppy aux mains (et jambes) de Stéphane Rousson.

Les Zeppy sont des aérostats à propulsion humaine français. Les modèles 1,2 et 3 ont des enveloppes inférieures à 900 m3 de Gaz.
Le Zeppy 2 est réalisé pour une tentative de traversée de l'Atlantique[Quand ?].